# Мстители: Судный день
«Мсти́тели: Су́дный день» (англ. Avengers: Doomsday) — будущий американский художественный фильм, основанный на комиксах Marvel о приключениях команды супергероев Мстителей. Кинокомикс станет пятым по счёту фильмом в серии о Мстителях, продолжением ленты «Мстители: Финал» (2019), 39-й по счёту кинокартиной в медиафраншизе «Кинематографическая вселенная Marvel» (КВМ) и третьей в Шестой фазе. Режиссёрами выступят Энтони и Джо Руссо, сценаристами — Майкл Уолдрон и Стивен Макфили.
В июле 2022 года были анонсированы два новых фильма про Мстителей, «Династия Канга» и «Секретные войны», которые станут завершением Шестой фазы КВМ и «Саги Мультивселенной». Дестин Дэниел Креттон стал режиссёром, а Джонатан Мейджорс вернулся к роли Канга Завоевателя. В сентябре Джефф Лавнесс был нанят в качестве сценариста. В ноябре 2023 года Креттон ушёл из проекта, а Майкл Уолдрон заменил Лавнесса. В итоге Marvel отказалась от сюжетной линии Канга из-за проблем Мейджорса с законом. Через месяц актёра уволили. В июле 2024 года было объявлено о возвращении братьев Руссо в качестве режиссёров и Макфили в качестве сценариста. Роберта Дауни-младшего утвердили на роль нового злодея Доктора Дума, а кинокомикс получил подзаголовок «Судный день». Съёмки планируют начать в марте 2025 года и закончить в августе того же года в Лондоне.
«Мстители: Судный день» должны выйти в США 18 декабря 2026 года. Премьера «Секретных войн» должна состоятся 17 декабря 2027 года.

## В ролях
- Роберт Дауни-младший — Виктор фон Дум / Доктор Дум:
Сорежиссёр Джо Руссо описал Дума как трёхмерного персонажа и одного из самых сложных персонажей комиксов и счёл, что Дауни, который ранее исполнял роль Тони Старка / Железного человека в КВМ, был единственным человеком, который мог бы справиться с этой ролью. Дауни разработал свою собственную предысторию для персонажа в качестве основы для своего выступления, а также предложил идеи для костюма. А также, по совместительству, этот персонаж будет представлен как альтернативный вариант из другой вселенной.
- Крис Эванс — неизвестная роль.
- Крис Хемсворт — Тор: Мститель и бывший царь Асгарда, основанный на одноимённом божестве из скандинавской мифологии.
- Джереми Реннер — Клинт Бартон / Соколиный глаз: Мститель и бывший агент Щ.И.Т., высококвалифицированный лучник.
- Пол Радд — Скотт Лэнг / Человек-муравей: Мститель и бывший мелкий преступник в костюме, который позволяет ему уменьшаться или увеличиваться в размерах, одновременно увеличивая силу.
- Бенедикт Камбербэтч — Стивен Стрэндж / Доктор Стрэндж: Колдун, Мастер мистических искусств. Использует такие магические артефакты, как Плащ левитации, который «обладает собственным сознанием», и Око Агамотто, которое позволяет ему «манипулировать вероятностями».
- Том Холланд — Питер Паркер / Человек-паук: Мститель и преемник Тони Старка / Железного человека. Умеет лазать по стенам, пускать паутину и обладает большой физической силой. Использует костюм, разработанный Тони Старком / Железного человека.
- Энтони Маки — Сэм Уилсон / Капитан Америка: Мститель и бывший парашютист, который прошёл военную подготовку по ведению воздушных боёв с использованием специально разработанного летательного аппарата с крыльями.
- Дэнни Рамирес — Хоакин Торрес / Сокол: Первый лейтенант ВВС США, который стал Соколом после Уилсона, используя похожий ранец с крыльями.
- Хейли Этвелл — Пегги Картер: Во времена Второй мировой войны британский агент и возлюбленная Стива Роджерса / Капитана Америка. Агент Щ.И.Т..
- Летиша Райт — Шури / Чёрная пантера: Бывшая принцесса Ваканды, которая разрабатывает новые технологии для нации и обладает сверхчеловеческой силой после употребления сердцевидной травы.
- Уинстон Дьюк — М’Баку: Могущественный воин и вождь горного племени Ваканды, Джабари.
- Теноч Уэрта Мехия — Нэмор: Король Талокана, древней цивилизации синекожих, обитающих под водой людей, которые называют его пернатым змеем, богом Кукульканом.
- Себастиан Стэн — Баки Барнс: Усовершенствованный суперсолдат с кибернетической рукой, который де-факто является лидером Новых Мстителей.
- Уайатт Рассел — Джон Уокер / Агент США: Усовершенствованный суперсолдат и член Новых Мстителей.
- Флоренс Пью — Елена Белова: Член Новых Мстителей, прошедшая подготовку в Красной комнате как убийца Чёрная вдова.
- Дэвид Харбор — Алексей Шостаков / Красный Страж: Член Новых Мстителей, который является русским суперсолдатом, похожим на Капитана Америку, и отцовской фигурой для Беловой.
- Льюис Пуллман — Боб / Часовой: Человек со сверхспособностями, страдающий амнезией.
- Ханна Джон-Кеймен — Эйва Старр / Призрак: Член Новых Мстителей, которая может проходить сквозь объекты.
- Симу Лю — Сюй Шан-Чи / Шон: Опытный мастер боевых искусств, которого в юном возрасте отец Венву научил быть наёмным убийцей. Шан-Чи покинул организацию «Десять колец» ради нормальной жизни в Сан-Франциско.
- Келси Грэммер — Хэнк Маккой / Зверь:
Мутант и член Людей Икс, обладающий звериными физическими характеристиками, такими как синий мех, заострённые уши, клыки и когти. Грэммер вновь исполняет свою роль в качестве альтернативного варианта своего персонажа из сцены после титров фильма «Капитан Марвел 2» (2023) и фильмов 20th Century Fox «Люди Икс: Последняя битва» (2006) и «Люди Икс: Дни минувшего будущего» (2014).
- Том Хиддлстон — Локи: Бог коварства из Асгарда, основанный на одноимённом божестве из скандинавской мифологии.
- Патрик Стюарт — Чарльз Ксавьер / Профессор Икс: Мутант-телепат и основатель Людей Икс.
- Иэн Маккеллен — Эрик Леншерр / Магнито: Могущественный мутант, обладающий способностью манипулировать магнитными полями и металлом. В разное время он и противник, и союзник Людей Икс.
- Алан Камминг — Курт Вагнер / Ночной Змей: Мутант с нечеловеческой внешностью, обладающий феноменальной ловкостью и способностью к телепортации.
- Ребекка Ромейн — Рейвен Даркхолм / Мистик: Мутант-метаморф, способная изменять свою внешность.
- Джеймс Марсден — Скотт Саммерс / Циклоп: Полевой командир Людей-Икс, мутант, чьи глаза излучают красные лучи чистой кинетической энергии.
- Ченнинг Тейтум — Реми Лебо / Гамбит: Мутант, способный превращать потенциальную энергию предметов в кинетическую, что приводит к их взрыву.
- Педро Паскаль — Рид Ричардс / Мистер Фантастик: Высокоинтеллектуальный учёный и лидер Фантастической четвёрки, который может растягивать любую часть своего тела.
- Ванесса Кирби — Сью Шторм / Невидимая леди: Жена Рида, сестра Джонни и член Фантастической четвёрки, которая может генерировать силовые поля и делать себя и других невидимыми.
- Джозеф Куинн — Джонни Шторм / Человек-факел: Брат Сью и член Фантастической четвёрки, пирокинетик — способен окутывать себя огнём и управлять им, а также летать.
- Эбон Мосс-Бакрак — Бен Гримм / Существо: Лучший друг Рида, бывший астронавт и член Фантастической четвёрки, чья кожа была преобразована в слой оранжевого камня, что придало ему сверхчеловеческую силу и выносливость.
- Бенедикт Вонг — Вонг: Верховный чародей.

## Создание

### Сценарий

#### «Династия Канга»
В мае 2018 года глава Walt Disney Company Боб Айгер сообщил, что Marvel Studios приступила к созданию новых фильмов киновселенной Marvel (КВM), которые начнут выходить после премьеры «Мстителей: Финал». По словам Айгера, учитывая популярность предыдущих картины франшизы, может выйти ещё один фильм про Мстителей. В январе 2021 года глава Marvel Studios Кевин Файги подтвердил слова Айгера. По мнению журналиста Variety Адама Б. Вэри, у студии пока не было ясности относительно дальнейшего развития франшизы после «Финала». В нескольких проектах Четвёртой фазы КВM были представлены мультивселенная и несколько возможных злодеев, в том числе Канг Завоеватель. Джонатан Мейджорс получил роль Канга в кинокомиксе «Человек-муравей и Оса: Квантомания». Впервые персонаж появился в образе «варианта» Канга по имени Тот, кто остаётся в первом сезоне сериала Disney+ «Локи», познакомившем зрителей КВM с мультивселенной. Создатель сериала «Локи» и сценарист картины «Доктор Стрэндж: В мультивселенной безумия» Майкл Уолдрон охарактеризовал Канга как «нового крупнейшего кинозлодея» КВM. Сценарист «Квантомании» Джефф Лавинесс назвал Канга «злодеем первой величины».
В июле 2022 года на фестивале San Diego Comic-Con (SDCC) Файги анонсировал фильмы под названиями «Мстители: Династия Канга» и «Мстители: Секретные войны», которые выйдут в прокат 2 мая 2025 года и 7 ноября 2025 года соответственно. Обе картины завершат Шестую фазу КВM и «Сагу Мультивселенной», состоящую из Четвёртой, Пятой и Шестой фазы. Фильм «Династия Канга» получил название в честь одноимённого комикса Курта Бьюсика, где Канг Завоеватель путешествует во времени ради порабощения человечества; «Секретные войны» в честь комикса Джима Шутера и комикса Джонатана Хикмана. В обоих этих комиксах герои и злодеи Marvel сталкиваются друг с другом на планете Мир битв. Файги сравнил «Династию Канга» и «Секретные войны» со «Мстителями: Война бесконечности» и «Финалом», завершившими «Сагу Бесконечности» и Первую, Вторую и Третью фазы. Продюсер отметил, что Канг сильно отличается от главного антагониста «Саги Бесконечности» Таноса, так как у Канга множество альтернативных версий. Изначально Marvel Studios не планировала делать Канга основным злодеем следующей саги КВM, но игра Мейджорса в «Локи» и «Квантомании» впечатлила продюсеров и заставила их передумать.
Файги говорил, что режиссёры «Войны бесконечности» и «Финала» Энтони и Джо Руссо не вернутся в КВМ, несмотря на их желание экранизировать комикс «Секретные войны». Сразу после SDCC режиссёром «Династии Канга» стал постановщик кинокомикса «Шан-Чи и легенда десяти колец» Дестин Дэниел Креттон. В отличие от братьев Руссо, снявших «Войну бесконечности» и «Финал», Креттон снимет только «Династию Канга». В сентябре 2022 года в качестве сценариста «Династии Канга» был нанят Джефф Лавинесс. Через две недели он приступил к написанию. В октябре Мейджорс встретился с Креттоном и обсудил с ним «Династию Канга». Позже Симу Лю интересовался вернуться к роли Шан-Чи и снова поработать над картиной вместе с Креттоном. Шан-Чи должен был стать одним из главных героев «Династии Канга». В марте 2022 года Лавнесс сообщил, что Фантастическая четвёрка и Люди Икс не появятся в фильме, так как их появление в КВM «очень далеко».

#### Увольнение Джонатана Мейджорса
В марте 2023 года Мейджорса арестовали по обвинению в физическом насилии. Спустя месяц Marvel Studios так и не обсудил увольнение актёра из КВM. Мейджорс до сих пор был прикреплён к «Династии Канга» и «Секретным войнам» и ему должны были выплатить компенсацию в размере 20 миллионов долларов за первый фильм. Disney продолжала следить за ситуацией. Джоанна Робинсон из сайта The Ringer назвала обвинения в адрес Мейджорса «серьёзной проблемой», которая поставила Marvel Studios в необычное положение. Съёмки «Династии Канга» должны были состояться в начале 2024 года. Журналист Джефф Снайдер сообщил, что сценарист Лавнесс покинул работу над картиной до начала забастовки Гильдии сценаристов США в 2023 году. В июне того же года дата премьеры перенесли на 1 мая 2026 года.
В ноябре 2023 года журналистка Variety Татьяна Сигел сообщила, что продюсеры Marvel Studios рассматривают возможность вернуть оригинальный состав Мстителей, включая Роберта Дауни-младшего (Тони Старк / Железный человек) и Скарлетт Йоханссон (Наташа Романофф / Чёрной вдова), но позже Файги опроверг информацию. Также Сигел сообщила, что продюсеры начали пересматривать планы касательно «Саги Мультивселенной» из-за ареста Мейджорса и обсуждать смену антагониста. Из возможных вариантов предлагался Доктор Дум. Сигел предложила сделать рекаст Мейджорса, ведь Marvel Studios ранее уже меняла актёров в КВM. После премьеры финальной серии второго сезона «Локи» большинство рецензентов заметили, что роль Канга сократили. В середине ноября Робинсон сообщил, что Лавнесс ушёл из проекта, так как Marvel отказалась от сюжетной линии про Канга. Аарон Коуч и Борис Кит из The Hollywood Reporter сообщили, что Лавнесс успел закончить черновик сценария перед своим уходом. Они не были уверены, будет ли нанят другой сценарист. Тем временем Креттон ушёл с поста режиссёра из-за занятости над другими проектами КВM. Снайдер сообщил, что Marvel ищет сценариста и режиссёра, которые могли бы сделать «Династию Канга» и «Секретные войны» финалом «Саги Мультивселенной». Журналист предложил Marvel отказаться от подзаголовка «Династия Канга» и переименовать фильмы в «Секретные войны. Часть первая» и «Секретные войны. Часть вторая». Снайдер счёл замысел удобным способом вызвать интерес к фильмам и избежать дальнейших вопросов об участии Мейджорса.
В конце ноября 2023 года Marvel Studios попросила сценариста «Секретных войн» Майкла Уолдрона переписать «Династию Канга». В декабре Disney и Marvel Studios уволили Мейджорса после того, как актёра признали виновным. Было неясно, будет ли Marvel делать рекаст или выберет нового злодея. Студия начала называть фильм «Мстители 5». Позже Снайдер сообщил, что Marvel Studios задумала «Секретные войны» как «крупный пятичасовой фильм», поделённый на две части, и начала поиски режиссёра, который ранее не снимал для Marvel фильмы. Из-за увольнения Мейджорса съёмки перенесли на конец 2024 года. В феврале того же года Коуч и Кит сообщили, что Marvel «устраняет творческий беспорядок», вызванный увольнением Мейджорса и плохими кассовыми сборами «Квантомании», а сценарии ко «Мстителям 5», и «Секретным войнам» перепишут. Журналисты подтвердили, что «Мстители 5» получат новый подзаголовок.

#### «Судный день»
Пока режиссёр картины «Дэдпул и Росомаха» Шон Леви завершал над ней работу, Marvel Studios предложил ему снять «Мстителей 5» в середине марта 2024 года. В итоге он отказался из-за съёмок пятого сезона «Очень странных дел». В мае Marvel Studios предложила Дауни вернуться в КВM и сыграть нового персонажа — Виктора фон Дума / Доктора Дума. Ранее актёр пробовался на роль персонажа в фильме 20th Century Fox «Фантастическая четвёрка», но в итоге её получил Джулиан Макмэхон. За год до анонса Файги обсуждал с Дауни возвращение в КВM. Marvel Studios неоднократно убеждала актёра, но Дауни отказывался. Он говорил, что вернётся в том случае, если братья Руссо вернутся в качестве режиссёров. В июне 2024 года исполнитель роли доктора Стивена Стрэнджа Бенедикт Камбербэтч подтвердил своё участие в «Мстителях 5», а съёмки начнутся в 2025 году. Позже братья Руссо начали переговоры о съёмках «Мстителей 5» и «Секретных войн». Редактор портала Puck Мэтью Беллони рассказал, что актёрское агентство Creative Artists Agency предложило Marvel Studios взять Грега Берланти и Ноа Хоули в качестве режиссёров обоих фильмов, но Файги отказал обоим. В конце июля Дауни утвердили на роль Доктора Дума. Снайдер сообщил, что персонаж впервые появится в фильме «Фантастическая четвёрка: Первые шаги», а Джереми Реннер вернётся к роли Клинта Бартона / Соколиного глаза в «Мстителях 5».
В конце июля 2024 года прошёл SDCC, на котором подтвердили участие братьев Руссо в качестве режиссёров следующих двух картин про Мстителей. Сюжет «Секретных войн» убедил братьев вернуться в КВM после того, как они «потратили творческие силы» на свои предыдущие фильмы КВM. «Мстители 5» получили новое название «Мстители: Судный день» и в фильме появится Доктор Дум. Также на фестивале анонсировали участие Дауни в обоих фильмах. «Новая маска, та же задача», — сообщил актёр зрителям со сцены. Во многих комиксах Marvel Старк и Дум менялись телами. Также Дум стал Железным человеком в комиксе Брайана Майкла Бендиса и Алекса Малеева «Infamous Iron Man». Братья Руссо стали продюсерами «Судного дня» и «Секретных войн». Один из сценаристов «Войны бесконечности» и «Финала» Стивен Макфили заменил Уолдрона, а съёмки запланировали во втором квартале 2025 года в Лондоне. Инсайдеры сообщали, что братья Руссо и Дауни заработают соответственно 40 и 50 миллионов долларов за каждый фильм, а также процент от кассовых сборов. Кроме того, Дауни договорился совершать перелёты на частном самолёте, получить личную охрану и несколько трейлеров на съёмочной площадке картин. Также на SDCC подтвердили участие актёров из других фильмов КВM «Громовержцы*» и «Фантастическая четвёрка: Первые шаги» в следующих двух фильмах о Мстителях. Мейджорс признался, что «убит горем» из-за решения продолжить работу над фильмами без него. Также актёр отметил, что готов вернуться к роли Канга, если Marvel Studios когда-нибудь захочет раскрыть персонажа.
В октябре 2024 года Себастиан Стен заявил о желании вернуться к роли Баки Барнса, несмотря на то, что в его контракте оставались только «Громовержцы*». Позже Том Холланд подтвердил своё возвращение к роли Питера Паркера / Человека-паука и признался, что знал об утверждении Дауни на роль Доктора Дума ещё до анонса на SDCC. В декабре сообщили об участии Криса Эванса, Энтони Маки (Сэм Уилсон / Капитан Америка) и Хейли Этвелл (Пегги Картер), при этом было неясно, кого сыграет Эванс. Ранее актёр играл Стива Роджерса / Капитана Америка в «Саге Бесконечности» и вариант Джонни Шторма / Человека-факела в «Дэдпуле и Росомахе» из «Фантастической четвёрки» и «Фантастической четвёрки: Вторжение Серебряного сёрфера» от Fox. Снайдер сообщил, что Эванс может сыграть Кочевника, альтернативную версию Роджерса. Эванс отрицал своё участие.
В январе 2025 года сообщалось, что съёмки будут проходить с марта по август. Снайдер сообщил, что Marvel Studios искала актёра на роль альтернативной версии Т’Чаллы / Чёрной Пантеры в нескольких проектах КВM, начиная с «Судного дня». Оригинальную версию персонажа в КВM играл Чедвик Боузман до своей смерти в августе 2020 года. Камбербэтч рассказал, что не появится в «Судном дне» после того, как сюжет поменяли из-за увольнения Мэйджорса. Позже выяснилось, что актёр ошибся и всё же он примет участие. Также Камбербэтч отметил, что в «Секретных войнах» сыграет центральную роль. Через месяц Дэнни Рамирес и Чарли Кокс заявили о желании снова сыграть Хоакина Торреса / Сокола и Мэтта Мёрдока / Сорвиголову.

### Съёмки
Производство кинокомикса планируют начать в марте 2025 года и завершить в августе в Лондоне. Рабочее название проекта — Apple Pie 1. Изначально съёмки планировались в начале 2024 года, но их перенесли из-за увольнения Мейджорса и творческих сдвигов. Энтони Маки рассказывал, что будет делить своё время между съёмками «Судного дня» в Лондоне и телесериала «12 12 12» в Будапеште.

### Музыка
В апреле 2024 года композитор «Войны бесконечности» и «Финала» Алан Сильвестри отмечал, что напишет музыку к одному из будущих проектов КВM. В июле того же года он подтвердил, что напишет музыку к «Судному дню» и «Секретным войнам».

## Прокат
«Мстители: Судный день» должны выйти в прокат США 18 декабря 2026 года. Ранее премьера планировалась 2 мая 2025 года, но её перенесли из-за забастовки Гильдии сценаристов Америки в 2023 году; затем премьера должна была состояться 1 мая 2026 года. Фильм станет частью Шестой фазы КВМ.

## Сиквел
Сиквел под названием «Мстители: Секретные войны» выйдет в прокат США 17 декабря 2027 года. Режиссёрами вновь выступят братья Руссо, сценаристом — Макфили. Кинокомикс завершит Шестую фазу КВМ.